# Simplemente María (radionovela)
Simplemente María fue un serial radiofónico emitido por las cadenas CAR, CES y REM de España entre 1971 y 1974, que llegó a alcanzar los 501 episodios de una hora diaria.

## Contexto
Con guiones de Guillermo Sautier Casaseca basados en la obra de Celia Alcántara, dirigida por Teófilo Martínez y protagonizada por la joven actriz María Salerno, la radionovela continuaba y culminaba la tradición del serial en España, iniciada 20 años antes con obras como Lo que no muere o Ama Rosa. Puede, además, ser considerado, como el último gran exponente de un género radiofónico dirigido esencialmente al público femenino. La incorporación de la mujer al mercado laboral y el auge de la televisión provocaron el declive de un fenómeno que, durante décadas, paralizaba la sociedad española a la hora de emisión.

## Argumento
La historia narra las desventuras de María, una joven que se ve abocada a abandonar su Santander natal para instalarse en Madrid como sirvienta.

## Versiones
Simplemente María, como sus predecesoras, fue un rotundo éxito, y llegó a publicarse una fotonovela en 1972 de 96 fascículos de aparición semanal.  
En 1972 se rodó también una versión para el cine dirigida por Enzo Bellomo.